# Taekwondo aux Jeux méditerranéens de 2013
Navigation
Édition précédente Édition suivante
Les épreuves de Taekwondo des jeux méditerranéens se sont déroulées du 21 au 23 juin à la salle  Edip Buran Mersin. 8 épreuves figurent au programme: 4 chez les hommes et 4 chez les femmes.

## Résultats

### Hommes
| Épreuves       | Or                       | Argent                | Bronze                          |
| Moins de 58 kg | Jose Luis Mendez Jimenez | Flavien Furet         | Marcello Porcaro Firat Pozan    |
| Moins de 68 kg | Daniel Quesada Barrera   | Claudio Treviso       | Servet Tazegül Alexandre Amghar |
| Moins de 80 kg | Issam Chernoubi          | Oussama Oueslati      | Nicolas Garcia Hemme Yunus Sari |
| Plus de 84 kg  | Ali Sari                 | Alexandros Nikolaidis | Vanja Babic Leonardo Basile     |

### Femmes
| Épreuves       | Or              | Argent            | Bronze                         |
| Moins de 49 kg | Nour Abdelsalam | Rukiye Yildirim   | Kyriaki Kouttouki Ana Petrusic |
| Moins de 57 kg | Eva Calvo       | Hatice Ilgün      | Andrea Paoli Lamyaa Bekkali    |
| Moins de 67 kg | Nur Tatar       | Hakima El Meslahy | Haby Niare Hedaya Wahba        |
| Plus de 67 kg  | Maeva Mellier   | Milica Mandic     | Yaprak Iris Rosana Simon Alamo |

## Tableau des médailles
| Rang  | Nation   | Or | Argent | Bronze | Total |
| ----- | -------- | -- | ------ | ------ | ----- |
| 1     | Espagne  | 3  | 0      | 2      | 5     |
| 2     | Turquie  | 2  | 2      | 4      | 8     |
| 3     | France   | 1  | 1      | 2      | 4     |
| 4     | Maroc    | 1  | 1      | 1      | 3     |
| 5     | Égypte   | 1  | 0      | 1      | 2     |
| 6     | Italie   | 0  | 1      | 2      | 3     |
| 7     | Serbie   | 0  | 1      | 1      | 2     |
| 8     | Grèce    | 0  | 1      | 0      | 1     |
| 8     | Tunisie  | 0  | 1      | 0      | 1     |
| 10    | Chypre   | 0  | 0      | 1      | 1     |
| 10    | Liban    | 0  | 0      | 1      | 1     |
| 10    | Slovénie | 0  | 0      | 1      | 1     |
| Total | Total    | 8  | 8      | 16     | 32    |